# Seznam medailistů na mistrovství světa – trojskok
Trojskok patří do programu mistrovství světa od prvního ročníku v roce 1983 v kategorii mužů, ženský trojskok měl premiéru v roce 1993.

## Rekordmani mistrovství světa v atletice

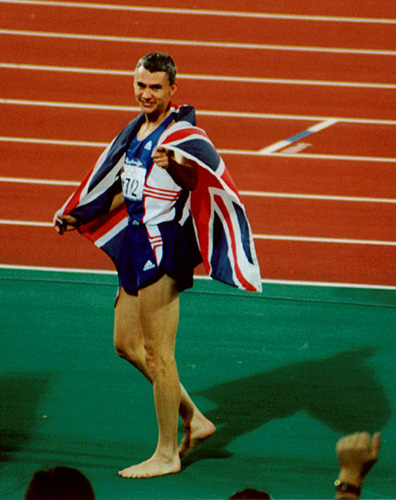
Muži –  Jonathan Edwards
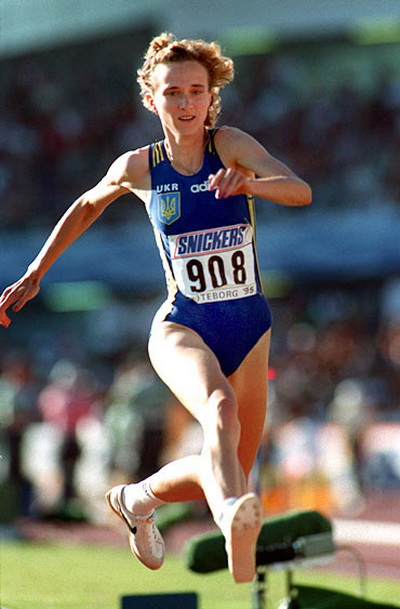
Ženy –  Inessa Kravecová

### Muži
| Rok     | Místo     | Zlato                | Výkon vítěze | Stříbro              | Bronz                |
| ------- | --------- | -------------------- | ------------ | -------------------- | -------------------- |
| MS 1983 | Helsinky  | Zdzisław Hoffmann    | 17,42        | Willie Banks         | Aiayi Agdebaku       |
| MS 1987 | Řím       | Christo Markov       | 17,92        | Mike Conley          | Oleg Sakirkin        |
| MS 1991 | Tokio     | Kenny Harrison       | 17,78        | Leonid Vološin       | Mike Conley          |
| MS 1993 | Stuttgart | Mike Conley          | 17,86        | Leonid Vološin       | Jonathan Edwards     |
| MS 1995 | Göteborg  | Jonathan Edwards     | 18,29 – RMS  | Brian Wellman        | Jérôme Romain        |
| MS 1997 | Athény    | Yoelbi Quesada       | 17,85        | Jonathan Edwards     | Aliecer Urrutia      |
| MS 1999 | Sevilla   | Charles Friedek      | 17,59        | Rostislav Dimitrov   | Jonathan Edwards     |
| MS 2001 | Edmonton  | Jonathan Edwards     | 17,92        | Christian Olsson     | Igor Spasovchodskij  |
| MS 2003 | Paříž     | Christian Olsson     | 17,72        | Yoandri Betanzos     | Leevan Sands         |
| MS 2005 | Helsinky  | Walter Davis         | 17,57        | Yoandri Betanzos     | Marian Oprea         |
| MS 2007 | Ósaka     | Nelson Évora         | 17,74        | Jadel Gregório       | Walter Davis         |
| MS 2009 | Berlín    | Phillips Idowu       | 17,73        | Nelson Évora         | Alexis Copello       |
| MS 2011 | Tegu      | Christian Taylor     | 17,96        | Phillips Idowu       | Will Claye           |
| MS 2013 | Moskva    | Teddy Tamgho         | 18,04        | Pedro Pichardo       | Will Claye           |
| MS 2015 | Peking    | Christian Taylor     | 18,21        | Pedro Pichardo       | Nelson Évora         |
| MS 2017 | Londýn    | Christian Taylor     | 17,68        | Will Claye           | Nelson Évora         |
| MS 2019 | Dauhá     | Christian Taylor     | 17,92        | Will Claye           | Hugues Fabrice Zango |
| MS 2022 | Eugene    | Pedro Pichardo       | 17,95        | Hugues Fabrice Zango | Zhu Yaming           |
| MS 2023 | Budapešť  | Hugues Fabrice Zango | 17,64        | Lázaro Martínez      | Cristian Nápoles     |

### Ženy
(od roku 1993)

| Rok     | Místo     | Zlato                | Výkon vítěze | Stříbro                     | Bronz                         |
| ------- | --------- | -------------------- | ------------ | --------------------------- | ----------------------------- |
| MS 1993 | Stuttgart | Anna Birjukovová     | 15,09        | Jolanda Čenová              | Iva Prandževová               |
| MS 1995 | Göteborg  | Inessa Kravecová     | 15,50 – RMS  | Iva Prandževová             | Anna Birjukovová              |
| MS 1997 | Athény    | Šárka Kašpárková     | 15,20        | Rodica Mateescuová          | Olena Hovorovová              |
| MS 1999 | Sevilla   | Paraskeví Tsiamíta   | 14,88        | Yamilé Aldamaová            | Olga Vasdekiová               |
| MS 2001 | Edmonton  | Taťjana Lebeděvová   | 15,25        | Françoise Mbangová Etoneová | Tereza Marinovová             |
| MS 2003 | Paříž     | Taťjana Lebeděvová   | 15,18        | Françoise Mbangová Etoneová | Magdelin Martinezová          |
| MS 2005 | Helsinky  | Trecia Smithová      | 15,11        | Yargelis Savigneová         | Anna Pjatychová               |
| MS 2007 | Ósaka     | Yargelis Savigneová  | 15,28        | Taťjana Lebeděvová          | Marija Šestaková              |
| MS 2009 | Berlín    | Yargelis Savigneová  | 14,95        | Mabel Gayová                | Anna Pjatychová               |
| MS 2011 | Tegu      | Olga Saladuchová     | 14,94        | Olga Rypakovová             | Caterine Ibargüenová          |
| MS 2013 | Moskva    | Caterine Ibargüenová | 14,85        | Jekatěrina Koněvová         | Olga Saladuchová              |
| MS 2015 | Peking    | Caterine Ibargüenová | 14,90        | Hanna Knyazyeva-Minenko     | Olga Rypakovová               |
| MS 2017 | Londýn    | Yulimar Rojasová     | 14,91        | Caterine Ibargüenová        | Olga Rypakovová               |
| MS 2019 | Dauhá     | Yulimar Rojasová     | 15,37        | Shanieka Rickettsová        | Caterine Ibargüenová          |
| MS 2022 | Eugene    | Yulimar Rojasová     | 15,47        | Shanieka Rickettsová        | Tori Franklinová              |
| MS 2023 | Budapešť  | Yulimar Rojasová     | 15,08        | Maryna Romančuková          | Leyanis Pérezová Hernándezová |